# MultiTOS
MultiTOS är en förbättrad version av operativsystemet TOS. MultiTOS bygger på en kombination av MiNT och AES 4.0 som är en vidareutvecklad version av GEM. Med operativsystemet MultiTOS är det möjligt att använda flera program samtidigt i en skyddad miljö.